# Крест Витиса
Крест Витиса (Крест Погони, лит. Vyties kryžius) — государственная награда Литовской Республики. Был учреждён в 1919 году и предназначался для награждения за боевые и военные заслуги. Мог вручаться с мечами или без них. Это самая первая литовская награда. Среди прочих данным орденом были награждёны Бенито Муссолини и король Италии Виктор Эммануил III.

## История
Награда была учреждена 20 июля 1919 года как крест «За Отечество» (лит. «Už Tėvynę») и предназначалась для награждения военнослужащих. Первоначально наградной знак должен был иметь форму четырёхконечного креста, но по предложению археологической комиссии предпочтение было отдано шестиконечному кресту. 30 ноября 1919 года президент Литвы Антанас Смятона утвердил положение об этой награде, а 3 февраля 1920 года было изменено и название награды. Крест «За Отечество» стал официально называться крестом Витиса.
Инициатором учреждения награды был генерал Сильвестрас Жукаускас, который 18 мая 1919 года подписал об этом Приказ верховного главнокомандующего за № 6, а 28 июня 1919 года временно вручил награждённым ленточки. Первые наградные знаки были изготовлены около 1921 года, уже после окончания боевых действий.
В 1927 году положение о награде изменилось. Учреждался орден Креста Витиса, который также имел три степени. Все желающие могли обменять свои кресты Витиса образца 1919 года на орден образца 1927 года, однако это сделали немногие.

## Описание
1. Крест Витисы имеет три степени — 3-я, 2-я и 1-я степень;
2. Высшей степенью креста Витисы является 3-я степень;
3. Кресты всех степеней изготавливаются из латуни и имеют одинаковые размеры — 4,2 × 2,6 см;
4. Крест Витисы вручается с мечами для военных и без мечей для гражданских лиц;
5. На оборотной стороне креста имеется надпись «už Narsumą» (с лит. — «за Отвагу») и число 1918/XI/23 — 23 ноября 1918 года — день образования Войска литовского;
6. Степени креста Витисы обозначаются звёздами, крепящимися на ленте одна над другой;
7. 1-я степень креста Витисы обозначается одной звездой, 2-я — двумя, 3-я — тремя звёздами;
8. Звёзды униформенные, латунные, пятиконечные (1,6 × 1,7 см), а с 1923 года и трёхконечные (1,3 × 1,55 см);
9. Лента муаровая, шириной 2,4 см, красная с чёрными полосками шириной 0,1 см по краям и 0,3 см на расстоянии 0,25 см от них.